# Deporte en la Universidad Nacional Mayor de San Marcos
La Universidad de San Marcos ha tenido mucha importancia en la actividad deportiva universitaria del Perú. El 7 de agosto de 1924, alumnos sanmarquinos fundaron la Federación Deportiva Universitaria del Perú. Esta federación organiza desde 1936 los Juegos deportivos universitarios nacionales, los Juegos deportivos universitarios regionales y los Campeonatos nacionales universitarios. Además, desde 1963 es partícipe de los Juegos mundiales universitarios que se denominan Universiadas.

## Participación en "Universiadas"
| Edición  | Año  | Sede               | Campeón        |
| -------- | ---- | ------------------ | -------------- |
| I        | 1936 | Lima (UNMSM)       | (no declarado) |
| II       | 1940 | Lima (UNMSM)       | (no declarado) |
| III      | 1942 | Lima (UNMSM)       | (no declarado) |
| IV       | 1946 | Lima (UNMSM)       | (no declarado) |
| Especial | 1951 | Lima (UNMSM)       | (no declarado) |
| V        | 1955 | Lima (UNMSM)       | (no declarado) |
| VI       | 1964 | Arequipa (UNSA)    | (no declarado) |
| VII      | 1983 | Lima (UNMSM)       | (no declarado) |
| VIII     | 1985 | Cusco (UNSAAC)     | (no declarado) |
| IX       | 1991 | Huancayo (UNC)     | (no declarado) |
| X        | 1992 | Lima (UNI)         | (no declarado) |
| XI       | 1994 | Trujillo (UPAO)    | USMP           |
| XII      | 1997 | Arequipa (UNSA)    | UNMSM          |
| XIII     | 1998 | Lambayeque (UNPRG) | UNMSM          |
| XIV      | 2000 | Huancayo (FEDUP)   | UNMSM          |
| XV       | 2002 | Trujillo (UPAO)    | UNMSM          |
| XVI      | 2004 | Arequipa (UNSA)    | UNMSM          |
| XVII     | 2006 | Trujillo (UNT)     | UNMSM          |
| XVIII    | 2008 | Tacna (UNJBG)      | ULIMA          |
| XIX      | 2010 | Arequipa (UNSA)    | UNMSM          |
| XX       | 2012 | Trujillo (UPAO)    | UNMSM          |

Los primeros Juegos universitarios se realizaron en 1936, en la ciudad de Lima. Participaron entre otras: la Universidad Nacional Agraria La Molina, la Universidad Nacional de Ingeniería, la Universidad Nacional San Agustín de Arequipa, la Universidad Nacional San Antonio Abad del Cuzco y la Universidad Nacional Mayor de San Marcos, que fue la primera universidad sede del evento. Desde entonces se marcó la distancia de 4 años entre cada Juego —recientemente se vienen desarrollando cada 2 años—, habiendo una edición especial al conmemorarse los cuatrocientos años de fundación de la Universidad Nacional Mayor de San Marcos en 1951. Ese mismo año, como parte del desarrollo urbano de Lima y de incentivo al deporte universitario, fue inaugurado el Estadio Olímpico de la Universidad de San Marcos en el centro del campus principal.

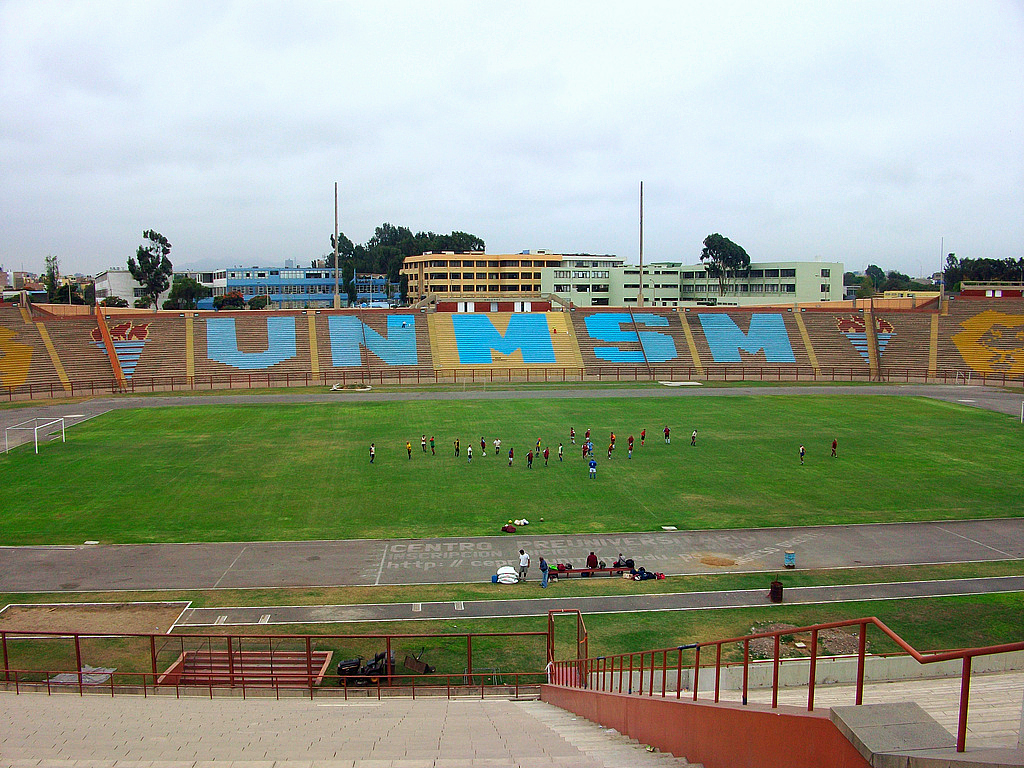
El Estadio Olímpico de la UNMSM fue escenario de los Juegos deportivos universitarios (Perú) de 1951, de 1955 y de 1983.

La Universidad de San Marcos posee equipos para las diferentes disciplinas deportivas con los cuales ha sido campeón nacional en la mayoría de ediciones de las Olimpiadas Nacionales Universitarias —San Marcos ha ganado 8 de las 10 ediciones donde se declaró un campeón—, siendo así la universidad más exitosa en los Juegos deportivos universitarios nacionales. La mayoría de actividades deportivas universitarias se desarrollan en el Gimnasio y en el Estadio de San Marcos. Paralelo a esto, la universidad cuenta con varios equipos que participan en las ligas nacionales y regionales de distintos deportes. En este ámbito destaca el equipo de básquet de la Universidad de San Marcos que participa en la Liga de baloncesto de Lima, tanto en la división varones como en la división superior damas; como el equipo de fútbol Club Deportivo Universidad Nacional Mayor de San Marcos que llegó a participar en la Segunda División del Perú.

## Club de fútbol
El fútbol, el deporte más popular en el Perú, ha tenido siempre especial significancia para el alumnado sanmarquino. Es por esa razón que el 7 de agosto de 1924, misma fecha en que se crea la Federación Deportiva Universitaria del Perú por parte de alumnos de letras y de medicina de San Marcos, éstos también crean en uno de los claustros universitarios la "Federación Universitaria de Futbol", equipo de fútbol universitario que más adelante jugaría en la Primera División del Perú desde 1928 con el nombre de "Club Universitario de Deportes" al separarse de la universidad por problemas internos, siendo el club más importante, popular y con más títulos nacionales en la historia del fútbol peruano.
En el 2001 la Universidad de San Marcos crea el Club Deportivo Universidad Nacional Mayor de San Marcos, el cual nace como club en verano del 2001. Los años siguientes ascendería en las liguillas distritales y regionales hasta alcanzar la Segunda División del Perú, donde jugó hasta el año 2011. El Club San Marcos jugó de local en el estadio de San Marcos ubicado en el campus universitario. El equipo bautizado con el nombre de "Los Leones", por ser este animal el símbolo del evangelista San Marcos, tuvo su mejor participación en el año 2006, cuando alcanzó el subcampeonato de la Segunda división de fútbol.